# Torjus Hemmestveit
Torjus Hemmestveit (ur. 13 listopada 1860 w Morgedal, zm. 9 czerwca 1930 w Goodridge) – norweski skoczek narciarski oraz specjalista kombinacji norweskiej. Wraz z bratem Mikkjelem zdominowali zawody Husebyrennet, które były pierwowzorem zawodów Holmenkollen.
W 1888 wyemigrował do Minnesoty w USA. Dwa lata wcześniej do USA wyjechał jego brat. Obaj spowodowali duży rozwój narciarstwa klasycznego.
W 1928 wraz z bratem otrzymał medal Holmenkollen.